# Coachella

Położenie Coachella w hrabstwie Riverside

Coachella – miasto w Stanach Zjednoczonych położone w środkowej części hrabstwa Riverside w Kalifornii. Liczba mieszkańców wynosi 40 704 osób (2010). Miejsce corocznego festiwalu Coachella Valley Music and Arts Festival.

## Położenie
Coachella jest najbardziej wysuniętym na wschód miastem w pustynnej Dolinie Coachella. Leży ok. 116 km na wschód od stolicy hrabstwa, miasta Riverside i 210 km na wschód od Los Angeles. Miasto leży w depresji na średniej wysokości -35 m n.p.m. 6 km na południe znajduje się słone jezioro Salton Sea.

## Historia
Założone jako Woodspur w 1875 roku, obecną nazwę nosi od 1901 roku. Prawa miejskie Coachella uzyskała w 1946 roku. Od 1999 roku w mieście corocznie organizowany jest festiwal Coachella Valley Music and Arts Festival.